# Pontrilas
Pontrilas – wieś w Anglii, w hrabstwie Herefordshire. Leży 17 km na południowy zachód od miasta Hereford i 196 km na zachód od Londynu.